# Antoni Franco i Florensa
Antoni Franco i Florensa (Lleida, 25 d'octubre de 1911 - Lleida, 30 de juny de 1996) fou un futbolista català de les dècades de 1930 i 1940.
Migcampista que jugà al RCD Espanyol les temporades 1932-33 i 1933-34, disputant un total d'un partit de lliga i cinc de copa amb el primer equip. El 1934 fitxà pel FC Barcelona. Jugà al club fins a l'any 1943, arribant a ser capità les darreres temporades. Jugà 131 partits i marcà 3 gols. Fou un dels membres de l'equip campió de copa l'any 1942 i que disputà la promoció de descens a la lliga aquell mateix any.
Fou internacional amb la selecció catalana de futbol entre 1941 i 1942.
Fou objecte d'un homenatge el 26 de desembre de 1943 en un partit que acabà amb el resultat de Barça 4 - Reial Madrid 0. A continuació es convertí en entrenador del Lleida Balompié entre 1944 i 1947.

## Palmarès[9]
FC Barcelona
- Copa d'Espanya de futbol:
  - 1941-42
- Lliga Mediterrània de Futbol:
  - 1937-38
- Campionat de Catalunya de futbol:
  - 1934-35, 1935-36, 1937-38
- Lliga Catalana de Futbol:
  - 1937-38

CD Espanyol
- Campionat de Catalunya de futbol:
  - 1932-33